# Roman Romaszkan
Roman Antoni Karol Romaszkan vel Konstanty Kostewicz pseud.: Tatar, Maria (ur. 14 lipca 1910 we Lwowie, zm. 14 lutego 1956 w Goczałkowicach) – porucznik artylerii Wojska Polskiego, Polskich Sił Zbrojnych na Zachodzie i Armii Krajowej, cichociemny.

## Życiorys
Ukończył szkołę powszechną we Lwowie i gimnazjum humanistyczne w Bielsku. Zdał tam maturę w 1931 roku. W latach 1932–1933 uczył się w Szkole Podchorążych Rezerwy Artylerii we Włodzimierzu Wołyńskim. Na stopień podporucznika został mianowany ze starszeństwem z 1 stycznia 1935 roku i 466. lokatą w korpusie oficerów rezerwy artylerii. Od 1936 roku pracował w oddziale Banku Gospodarstwa Krajowego w Katowicach.
We wrześniu 1939 roku walczył w 6 pułku artylerii lekkiej. 21 września dostał się do niewoli niemieckiej, z której uciekł 30 września i przedostał się do Krakowa. 25 listopada 1939 roku przekroczył granicę polsko-węgierską. Był internowany na Węgrzech. W styczniu 1940 roku dotarł do Francji, gdzie został przydzielony do 4 pułku artylerii lekkiej. W czerwcu 1940 roku został ewakuowany do Wielkiej Brytanii, gdzie został przydzielony do 4 Brygady Kadrowej Strzelców, następnie do 1 Samodzielnej Brygady Spadochronowej.
Zgłosił się do służby w kraju. Po przeszkoleniu w dywersji został zaprzysiężony 13 stycznia 1942 roku w Oddziale VI Sztabu Naczelnego Wodza. Zrzutu dokonano w nocy z 8 na 9 kwietnia 1942 roku w ramach operacji „Cravat” dowodzonej przez por. naw. Mariusza Wodzickiego (zrzut na placówkę odbiorczą „Łąka” 10 km na południowy zachód od Łowicza). Z dniem 8 kwietnia 1942 został mianowany na stopień porucznika.
Po krótkiej aklimatyzacji w Warszawie dostał przydział na V Odcinek Wachlarza na stanowisko dowódcy patrolu dywersyjnego i członka sztabu odcinka. Dotarł do Wilna 31 maja 1942 roku. Prowadził prace organizacyjne i szkolenia dywersyjne. 19 grudnia 1942 roku wyjechał na skutek choroby do Warszawy. Po rozwiązaniu Wachlarza działał w Kedywie AK: w kieleckiej bazie w Warszawy był kwatermistrzem pracującym na rzecz Zgrupowania „Ponurego”. Później kolejno pełnił następujące funkcje:
- we wrześniu 1943 roku został przydzielony do Centrali Zaopatrzenia Terenu (baza wołyńska w Warszawie, „Start I”) Kedywu Komendy Głównej AK na stanowisko instruktora,
- jednocześnie był oficerem szkoleniowym w Powstańczych Oddziałach Specjalnych „Jerzyki”. W grudniu 1943 roku wziął udział w nieudanej próbie przedostania się tego oddziału (135 osób) na Wołyń,
- od czerwca 1944 roku był oficerem szwadronu kawalerii dywizyjnej (do 26 lipca) i następnie oficerem łącznikowym 27 Wołyńskiej Dywizji Piechoty AK. Nie udało mu się dołączyć do powstania warszawskiego, został zatrzymany na Pradze.

Urząd Bezpieczeństwa aresztował go 26 grudnia 1944 roku na Pradze. Wyrokiem Wojskowego Sądu Garnizonowego w Warszawie z 20 lutego 1945 roku został skazany na 6 lat więzienia. Po amnestii Romaszkan wyszedł z więzienia 5 grudnia 1945 roku. Powrócił do Białej i podjął pracę w BGK, gdzie pracował do 1 lutego 1949 roku. Był inwigilowany przez UB, które utrudniało mu zatrudnienie, co powodowało, że wielokrotnie zmieniał pracę.
14 lutego 1956 roku zginął potrącony przez samochód. Niektórzy historycy sugerują, że była to zbrodnia inspirowana przez Służbę Bezpieczeństwa.

## Ordery i odznaczenia
- Krzyż Srebrny Orderu Virtuti Militari.

## Życie rodzinne
Był z pochodzenia Ormianinem, synem Artura, dyrektora w BGK, i Zofii z domu Lewandowskiej. Ożenił się Marią z Piekłów (ur. w 1913 roku). Mieli dwie córki: Barbarę, późniejszą Zawadzką (ur. w 1946 roku) i Marię, późniejszą Ćwiękałę (ur. w 1947 roku).